# 神屋伸行
神屋 伸行（かみや のぶゆき、1979年12月6日 - ）は、日本の元陸上競技選手。指導者、ランニングアドバイザー。兵庫県出身。

## 来歴
加古川市出身。西脇工業高校、2002年駒澤大学文学部歴史学科東洋史専攻卒業。日清食品等の実業団を経て、2006年より指導者に転身し、武蔵野学院大学監督、東京経済大学駅伝監督を歴任した。2019年より相生学院高等学校駅伝部の監督を務める。ランニングクラブKRC主宰。また、スポーツナビでの解説やtwitter、noteなどでの幅広い活動を行う。
- 小学校時代はサッカーや囲碁など、多趣味であったが中学校より陸上競技を本格的に始め、３年では全国通信陸上大会、ジュニアオリンピックに出場するなど一躍成長を遂げた。
- 西脇工業高校では渡辺公二顧問の下、3年目で開花。インターハイで5000m 7位に入り、全国高校駅伝でも6区区間賞の走りで優勝。当時の高校最高記録樹立に貢献。
- 大学では大八木弘明の下、出雲駅伝で1度、全日本大学駅伝で3度、箱根駅伝でも2度の優勝に貢献。三大駅伝全てを走り、平成の王者駒澤の礎を創り上げた。個人でも日本インカレ優勝、関東インカレ優勝などの実績を残した。
- 大学の指導者として創部からその任にあたり、中長距離を中心に指導。育成に力を入れた。
- 大学時代の同期に揖斐祐治、日清食品では徳本一善と同期。

## 実績
- 全日中、ジュニアオリンピック出場
- 全国高校駅伝優勝・6区区間賞、インターハイ5000m 7位
- 全国中長選抜1万m 3位、兵庫選手権5000m・1万m 優勝
- アジアクロスカントリー選手権日本代表（シニア・入賞）
- 箱根・全日本・出雲駅伝　12回フル出場（優勝：2回、3回、1回）（区間賞：全日本2回、出雲1回）
- 日本インカレハーフ優勝（3年）・2位（4年）、1万 3位（2年）
- 関東インカレハーフ優勝（3年）・2位（4年）、5000m 8位(2年）
- 1万m優勝（3年）・2位（2年）
- 仙台国際ハーフ優勝、府中ハーフ優勝、幸手さくらマラソン優勝
- 熊日30km 10位
- 都道府県対抗駅伝　兵庫代表（2度選出）
- 千葉県選手権1万m優勝、5000m優勝。東京選手権1万m 3位
- 国際千葉駅伝　千葉代表

## 指導歴
大学チーム
- 武蔵野学院大学(監督：2006-13）創部、事務等。各種駅伝優勝、箱根駅伝学連選抜選出
- 東京経済大学(駅伝監督等：2015-18)主に中長距離、競歩までを指導。箱根駅伝学連選抜出走

KRC(KAMIYAランニングクラブ）代表 2014-
- 入会費・年会費無料のオンラインサロン型
- 有料：各種教室、講習会、練習会、イベント実施

フリーコーチ：各種教室、講習会、イベント　　　　　　　
- 小平陸上教室：15,16,17
- 狭山市、入間市等（06-14)
- 東京マスターズ講習会：18
- 企業チームの教室、練習会
- 神戸マラソンペースセッター（13,14)ゲストランナー等、パーソナルレッスン、オンライン相談等